# Wetten over vrouwelijke genitale verminking naar land
Dit artikel behandelt wetgeving over vrouwelijke genitale verminking naar land. De juridische status van vrouwelijke genitale verminking (VGV; Engels: female genital mutilation (FGM) of female genital cutting (FGC); ook wel 'vrouwenbesnijdenis' of 'meisjesbesnijdenis' genoemd), verschilt aanzienlijk over de wereld. Sommige landen verbieden VGV expliciet, andere landen impliciet via algemenere wetten tegen (zware) mishandeling, kindermishandeling of seksueel geweld, weer andere landen verbieden VGV niet of medicaliseren de praktijk.

## Problematiek

### Geografisch perspectief

Specifieke strafbepaling of nationale wet die VGV verbiedt
Algemene strafbepaling waarmee VGV vervolgd zou kunnen worden
Gedeeltelijk of subnationaal verbod op VGV of onduidelijke status
VGV niet verboden
Geen gegevens

VGV-wetten in Amerikaanse staten:
Staatswet verbiedt VGV
Staatswet verbiedt VGV niet

In het internationaal recht bestaat er een consensus dat vrouwelijke genitale verminking een mensenrechtenschending is die zou moeten worden gecriminaliseerd en uitgeroeid door alle staten. Internationale mensenrechteninstrumenten met die strekking zijn onder meer wereldwijde en regionale verdragen, conventies, protocollen, verklaringen, resoluties en aanbevelingen zoals Algemene Aanbeveling nr. 14 (1990) van  het CEDAW-comité,:11 Artikel 5 van het Maputo-Protocol (2003),:24 de Caïro-Verklaring inzake de Uitbanning van VGV (CDEFGM, 2003),:21 Artikel 38 van de Istanbul-Conventie (2011),:35 Duurzameontwikkelingsdoelstelling 5.3 (2015),:19 de East African Community Prohibition of Female Genital Mutilation Act (EAC Act, 2016):20–21 en Resolutie 38/61 van de Mensenrechtenraad van de Verenigde Naties (2018).:19
Wereldwijde inspanningen om VGV te beëindigen, waaronder criminalisering, hebben lange tijd gefocust op Afrika, waar de meeste landen waar traditioneel VGV werd gepraktiseerd zich bevinden en anti-VGV-campagnes behoorlijk succesvol zijn gebleken van de jaren 1990 tot en met de jaren 2010, maar lange tijd te weinig aandacht hebben geschonken aan traditioneel VGV-praktiserende landen in Azië en migrantengemeenschappen in landen zonder VGV-traditie. Uit een rapport van End FGM European Network, U.S. End FGM/C Network en Equality Now van maart 2020 bleek dat VGV gepraktiseerd wordt in minstens 92 landen verspreid over alle continenten, terwijl maar 51 hiervan een wet hadden die specifiek VGV strafbaar stelde.:11
In september 2018 was VGV illegaal in 22 van de 28 Afrikaanse landen waar VGV het vaakst voorkwam. Soedan verbood VGV in april 2020.
Sommige westerse landen, waar VGV traditioneel niet werd gepraktiseerd, maar waar in de 20e en 21e eeuw immigranten uit traditioneel VGV-praktiserende landen naartoe zijn verhuisd, hebben VGV ook verboden (in november 2008 waren dat 13 landen). Tegen 2013 was VGV gecriminaliseerd in alle 27 lidstaten van de Europese Unie (inclusief het Verenigd Koninkrijk) en Kroatië.:45
Niettegenstaande internationale rapporten:26:45 is vrouwelijke genitale verminking in Nederland expliciet verboden sinds 1 februari 2006, namelijk in de toenmalige Artikelen 5.3 en 5a.1 van het Wetboek van Strafrecht. De verjaringstermijn op vrouwelijke genitale verminking is op 1 juli 2009 verlengd; deze gaat pas een dag nadat het VGV-slachtoffer 18 jaar is geworden in. Volgens het huidige Wetboek van Strafrecht (25 juli 2020) is de genitale verminking van vrouwelijke personen jonger dan 18 jaar strafbaar in Nederland, ook wanneer het in het buitenland gepleegd wordt door Nederlanders, vreemdelingen die later Nederlander worden of vreemdelingen met een vaste woon- of verblijfplaats in Nederland, als een vorm van (zware) mishandeling (eventueel met voorbedachten rade) onder Artikelen 300 tot en met 303 per Artikel 7.d en Artikel 71.3 van het Wetboek van Strafrecht. De maximumstraf in Nederland hierop is 12 jaar gevangenisstraf (of 15 jaar als het slachtoffer overlijdt). Daar kan een strafverzwaring met een derde bovenop komen indien de dader(s) familie of de levensgezel van het slachtoffer is/zijn (Artikel 304.1) of als het slachtoffer minderjarig is (Artikel 304.2).
In de Verenigde Staten werd VGV in 1996 op federaal niveau gecriminaliseerd, terwijl in de jaren 1994–2006 17 van de 50 staten het hebben verboden. De federale wet die VGV verbood werd in november 2018 echter ongrondwettelijk verklaard door een rechtbank in Michigan, vooral omdat de rechter meende dat de federale regering daartoe niet de bevoegdheid had en dat het aan de staten was om er wetgeving over te maken. Ten tijde van de uitspraak hadden 27 staten een specifiek verbod op VGV ingevoerd en de rechtszaak stimuleerde de andere staten om hetzelfde te doen, zowel tijdens als na het proces. Tegen maart 2020 was de praktijk illegaal in 35/50 staten; tegen mei 2020 was VGV verboden in 38/50 Amerikaanse staten. Op 5 januari 2021 werd de federale STOP FGM Act of 2020 ingevoerd, die VGV als 'een vorm van kindermishandeling, genderdiscriminatie en geweld' bestempelde en de federale autoriteiten de bevoegdheid gaf om mensen 'die VGV uitvoeren of samenzweren om VGV uit te voeren' te vervolgen en de maximale gevangenisstraf te verhogen van 5 tot 10 jaar. De Act verving de wet uit 1996 die in 2018 ongrondwettelijk was verklaard. Op het moment van invoering hadden 11 van de 50 staten van de VS nog steeds geen verbod op VGV.

### Juridische methoden
De wijze waarop wetgeving (en meestal criminalisering) van VGV wordt ingevoerd verschilt van land tot land. Sommige landen verbieden VGV in hun grondwetten, andere hebben specifieke wetten aangenomen die VGV verbieden, weer andere hebben verboden op VGV opgenomen in bredere wetgeving betreffende ofwel kinderbescherming, geweld tegen vrouwen, seksueel geweld of fysieke mishandeling.:45 In EU-lidstaten is er een trend om VGV te criminaliseren in specifieke in plaats van algemene strafrechtelijke bepalingen; tegen 2013 hadden 10 van de 28 staten (inclusief Kroatië en het Verenigd Koninkrijk) dit gedaan.:45 Tegen maart 2020 hadden ook Estland, Duitsland, Malta en Portugal expliciete bepalingen die VGV verbieden aangenomen, waarmee 14 van de huidige 27 EU-landen specifieke anti-VGV-wetten hebben.:25–26
De Indiase Minister voor de Ontwikkeling van Vrouwen en Kinderen Maneka Gandhi zei in 2017 dat de Indian Penal Code (Indiase Strafwetboek, 1860), de Criminal Procedure Code (1973) en de Protection of Children from Sexual Offences Act (POCSO Act, 2012) zouden kunnen worden gebruikt om in VGV-rechtszaken te vervolgen en dat een specifieke wet om VGV te verbieden niet nodig zou zijn.

### VGV in het buitenland en extraterritorialiteit
Soms wordt VGV over de grens uitgevoerd in een land waar het nog legaal is om vervolging te voorkomen in het land waar men woont (bijvoorbeeld in Mali door inwoners van Burkina Faso of in Somalië door inwoners van Kenia).:48 In september 2018 waren Guinee-Bissau, Kenia en Oeganda de enige landen in Afrika die VGV in het buitenland strafbaar stelden en vervolgden.:49 In de Europese Unie hebben wetgevers het juridische principe van extraterritorialiteit gehanteerd om vrouwelijke genitale verminking te vervolgen als dit wordt gepleegd buiten de grenzen van de lidstaat tegen meisjes die in de EU wonen en besneden zijn of gevaar lopen om besneden te worden in hun of hun ouders' geboorteland terwijl ze op vakantie of bezoek zijn in het buitenland.:45

## Wetgeving naar land
| Land                          | Verboden?                                            | Sinds       | Noten |
| ----------------------------- | ---------------------------------------------------- | ----------- | --- |
| Australië                     | Specifieke strafbepaling:25                          |             | Verbod in 6 van de 8 staten in de jaren 1994–7 (situatie november 2008). |
| Bahrein                       | Nee                                                  |             | In maart 2020.:38 |
| België                        | Specifieke strafbepaling:25                          | 2000        | Specifieke strafbepaling.:25 |
| Benin                         | Specifieke anti-VGV-wet:22                           | 2003        | Specifieke landelijke anti-VGV-wet die VGV verbiedt.:22 |
| Brunei                        | Nee                                                  |             | In maart 2020.:38 |
| Bulgarije                     | Algemene strafbepaling:45                            |             | Algemene strafbepaling.:45 |
| Burkina Faso                  | Specifieke strafbepaling:22                          | 1996        | Specifieke strafbepaling.:22 |
| Canada                        | Specifieke strafbepaling:38                          | 1997        | SSpecifieke strafbepaling.:38 |
| Centraal-Afrikaanse Republiek | Specifieke strafbepaling:22                          | 1966        | In september 2018. |
| Colombia                      | Nee                                                  |             | Van sommige inheemse volkeren (de Emberá, Arhuaco, Kogi) is bekend dat zij VGV praktiseren, maar er was geen verbod op in maart 2020.:32 |
| Congo-Kinshasa                | Specifieke strafbepaling:38                          |             | Specifieke strafbepaling.:38 |
| Cyprus                        | Specifieke strafbepaling:25                          | 2003        | Specifieke strafbepaling.:25 |
| Denemarken                    | Specifieke strafbepaling:25                          | 2003        | Specifieke strafbepaling.:25 |
| Djibouti                      | Specifieke strafbepaling:22                          | 1994        | In september 2018. |
| Duitsland                     | Specifieke strafbepaling:25                          |             | Specifieke strafbepaling.:25 |
| Egypte                        | Specifieke strafbepaling:22                          | 2008        | In september 2018. |
| Eritrea                       | Specifieke anti-VGV-wet:22                           | 2007        | Specifieke landelijke anti-VGV-wet die VGV verbiedt.:22 |
| Estland                       | Specifieke strafbepaling:25                          |             | Specifieke strafbepaling.:25 |
| Ethiopië                      | Specifieke strafbepaling:22                          | 2004        | In september 2018. |
| Filipijnen                    | Nee                                                  |             | In maart 2020.:33 |
| Finland                       | Algemene strafbepaling:45                            |             | Algemene strafbepaling.:45 |
| Frankrijk                     | Algemene strafbepaling:45                            |             | Algemene strafbepaling,:45 is met succes gebruikt voor veroordelingen in VGV-zaken.:25 |
| Gambia                        | Specifieke strafbepaling:22                          |             | Specifieke strafbepaling.:22 |
| Georgië                       | Specifieke strafbepaling:38                          |             | Specifieke strafbepaling.:38 |
| Ghana                         | Specifieke strafbepaling:22                          | 1994        | Specifieke strafbepaling.:22 |
| Griekenland                   | Algemene strafbepaling:45                            |             | Algemene strafbepaling.:45 |
| Guinee                        | Specifieke strafbepaling:22                          | 1965        | New law enacted in 2000. Specifieke strafbepaling.:22 |
| Guinee-Bissau                 | Specifieke anti-VGV-wet:22                           |             | Specifieke landelijke anti-VGV-wet die VGV verbiedt.:22 VGV in het buitenland ook verboden.:49 |
| Hongarije                     | Algemene strafbepaling:45                            |             | Algemene strafbepaling.:45 |
| Ierland                       | Specifieke strafbepaling:25                          | 2012        | Specifieke strafbepaling::25 de Criminal Justice (Female Genital Mutilation) Act 2012. |
| IJsland                       | Specifieke strafbepaling                             | 2005        | Algemeen Strafwetboek Artikel 218 a. Straf is maximaal 6 jaar gevangennisstraf, maximaal 16 jaar in zware gevallen. |
| India                         | Algemene strafbepaling                               | 1860        | Naar verluidt gecriminaliseerd, maar niet specifiek genoemd, door de Indian Penal Code (1860), de Criminal Procedure Code (1973) en de POCSO Act (2012).                                                                                          |
| Indonesië                     | Onduidelijk                                          | 2006, 14    | Verboden in 2006, gemedicaliseerd in 2010, toen opnieuw verboden in 2014 maar zonder straffen. Huidige juridische status onduidelijk. |
| Irak                          | Specifieke strafbepaling:22                          |             | Specifieke strafbepaling (in de Koerdische Autonome Regio).:22 |
| Iran                          | Specifieke strafbepaling                             |             | Gecriminaliseerd door het Islamitisch Strafwetboek van 2013 in Artikel 663. |
| Israël                        | Nee                                                  |             | In maart 2020.:32 |
| Italië                        | Specifieke anti-VGV-wet:25                           | 2005        | Specifieke landelijke anti-VGV-wet die VGV verbiedt.:25 |
| Ivoorkust                     | Specifieke strafbepaling:22                          | 1998        | In september 2018. |
| Jemen                         | Nee                                                  |             | In maart 2020.:22 |
| Jordanië                      | Nee                                                  |             | In maart 2020.:38 |
| Kameroen                      | Specifieke strafbepaling:22                          |             | In september 2018. |
| Kenia                         | Specifieke anti-VGV-wet:22                           | 2001        | Specifieke landelijke anti-VGV-wet die VGV verbiedt.:22 VGV in het buitenland ook verboden.:49 |
| Koeweit                       | Nee                                                  |             | In maart 2020.:32 |
| Kroatië                       | Specifieke strafbepaling:25                          |             | Specifieke strafbepaling.:25 |
| Letland                       | Algemene strafbepaling:45                            |             | Algemene strafbepaling.:45 |
| Liberia                       | Niet meer                                            | 2018–9      | In september 2018. President Ellen Johnson Sirleaf verbood VGV voor één jaar, dat op 22 januari 2019 afliep. |
| Libië                         | Nee                                                  |             | In maart 2020.:40 |
| Litouwen                      | Algemene strafbepaling:45                            |             | Algemene strafbepaling.:45 |
| Luxemburg                     | Algemene strafbepaling:45                            |             | Algemene strafbepaling.:45 |
| Malawi                        | Nee                                                  |             | In maart 2020.:40 |
| Malediven                     | Nee                                                  |             | In maart 2020.:22 |
| Maleisië                      | Nee                                                  |             | In maart 2020.:32 |
| Mali                          | Nee                                                  |             | In maart 2020.:22 |
| Malta                         | Specifieke strafbepaling:26                          |             | Specifieke strafbepaling.:26 |
| Mauritanië                    | Specifieke strafbepaling:22                          | 2005        | In september 2018. |
| Nederland                     | Specifieke strafbepaling                             | 2006        | Specifieke strafbepaling inclusief VGV in het buitenland: Artikelen 7.d en 71.3 gecombineerd met Artikelen 300–303 (strafverzwaringen in Artikel 304).                                                                                            |
| Nieuw-Zeeland                 | Specifieke strafbepaling:40                          | 1995        | Specifieke strafbepaling.:40 |
| Niger                         | Specifieke strafbepaling:22                          | 2003        | In september 2018. |
| Nigeria                       | Federale anti-VGV-wet, niet geldig in alle staten:22 |             | Specifieke strafbepaling die niet in alle staten van Nigeria van toepassing is.:22 |
| Noorwegen                     | Specifieke strafbepaling:26                          | 1995        | Specifieke strafbepaling.:26 |
| Oeganda                       | Specifieke anti-VGV-wet:22                           |             | Specifieke landelijke anti-VGV-wet die VGV verbiedt.:22 VGV in het buitenland ook verboden.:49 |
| Oman                          | Specifieke strafbepaling:33                          |             | Specifieke strafbepaling.:33 |
| Oostenrijk                    | Specifieke strafbepaling:25                          |             | Specifieke strafbepaling.:25 |
| Pakistan                      | Nee                                                  |             | In maart 2020.:33 |
| Polen                         | Algemene strafbepaling:45                            |             | Algemene strafbepaling.:45 |
| Portugal                      | Specifieke strafbepaling:26                          |             | Specifieke strafbepaling.:26 |
| Qatar                         | Nee                                                  |             | In maart 2020.:40 |
| Roemenië                      | Algemene strafbepaling:45                            |             | Algemene strafbepaling.:45 |
| Rusland                       | Nee                                                  |             | In maart 2020.:33 |
| Saoedi-Arabië                 | Nee                                                  |             | In maart 2020.:34 |
| Senegal                       | Specifieke strafbepaling:22                          | 1999        | Specifieke strafbepaling.:22 |
| Sierra Leone                  | Nee:22                                               |             | VGV bij initiatierituelen werd in 2019 verboden, maar er bestaat geen landelijke wet die alle VGV verbiedt. |
| Singapore                     | Nee                                                  |             | In maart 2020.:34 |
| Slovenië                      | Algemene strafbepaling:45                            |             | Algemene strafbepaling.:45 |
| Slowakije                     | Algemene strafbepaling:45                            |             | Algemene strafbepaling.:45 |
| Soedan                        | Specifieke strafbepaling Beperkt/verbod 6 staten     | 2020        | In april 2020 verboden door wijziging van het Strafwetboek. Strafbaar met een boete en drie jaar gevangenisstraf. Tussen 2008 en 2020 was VGV al in 6 van de 18 staten aan banden gelegd of verboden. Re-infibulatie blijkbaar nog steeds legaal. |
| Somalië                       | Nee                                                  |             | De Grondwet verbiedt VGV, maar er zijn geen wetten en geen veroordelingen wegens VGV bekend.:22 |
| Somaliland                    | Nee                                                  |             | In september 2018. |
| Spanje                        | Specifieke strafbepaling:26                          | 2003        | Specifieke strafbepaling.:26 |
| Sri Lanka                     | Nee                                                  |             | In maart 2020.:33 |
| Syrië                         | Nee                                                  |             | In maart 2020.:39 |
| Tanzania                      | Specifieke strafbepaling:22                          | 1998        | Specifieke strafbepaling.:22 |
| Thailand                      | Nee                                                  |             | In maart 2020.:33 |
| Togo                          | Specifieke strafbepaling:22                          | 1998        | Specifieke strafbepaling.:22 |
| Tsjaad                        | Nog niet:22                                          |             | Een wetsvoorstel uit 2002 dat VGV verbiedt was in maart 2020 nog niet ingevoerd; de president moet het nog ondertekenen.:22 |
| Tsjechië                      | Algemene strafbepaling:45                            |             | Algemene strafbepaling.:45 |
| Verenigd Koninkrijk           | Specifieke anti-VGV-wet:26                           | 1985        | Specifieke landelijke anti-VGV-wet die VGV verbiedt.:26 |
| Verenigde Arabische Emiraten  | Nee                                                  |             | In maart 2020.:33 |
| Verenigde Staten              | Federale anti-VGV-wet Specifiek verbod in 39 staten  | 96–18, 2021 | Federaal verbod in 1996, maar federale wet werd "ongrondwettelijk" verklaard in 2018.:26 Nieuwe federale wet aangenomen in 2021. Specificek verboden in 39 van de 50 staten in januari 2021.                                                      |
| Zambia                        | Specifieke strafbepaling:22                          |             | Specifieke strafbepaling.:22 |
| Zimbabwe                      | Specifieke strafbepaling:40                          |             | Specifieke strafbepaling.:40 |
| Zuid-Afrika                   | Specifieke strafbepaling:40                          | 2003        | Specifieke strafbepaling.:40 |
| Zuid-Soedan                   | Specifieke strafbepaling:40                          |             | Specifieke strafbepaling.:40 |
| Zweden                        | Specifieke anti-VGV-wet:26                           | 1982        | Nieuwe wet ingevoerd in 1998. Specifieke landelijke anti-VGV-wet die VGV verbiedt.:26 |
| Zwitserland                   | Specifieke strafbepaling:26                          |             | Specifieke strafbepaling.:26 |